# Cruis'n USA
Cruis'n USA é um jogo de corridas arcade lançado originalmente em 1994. Foi desenvolvido pela Midway Games para arcade e pela Williams Entertainment para Nintendo 64 sendo publicado e distribuído pela Nintendo. É o primeiro jogo da série Cruis'n e dispõe de locais ao redor dos Estados Unidos.
Tendo sido anunciado com o hardware Ultra 64 (baseado no hardware da Nintendo 64), foi lançado no hardware Midway V Unit. O hardware consiste de um CPU TMS32031 a 50 MHz, um ADSP-2115 DSP de 10 MHz para som e um chip 3D em alta resolução (512 x 400 pixels).
Junto com Killer Instinct, foi planeado como um título de lançamento para a Nintendo 64. Nenhum jogo conseguiu sair para o lançamento da Nintendo 64, principalmente porque as versões de arcade de ambos os jogos foram feitos em hardware que era muito diferente e um pouco mais poderoso do que a consola.
Foi lançado na Virtual Console da Wii na Europa em 28 de março de 2008, tornando-se o primeiro jogo desenvolvido por terceiros para a Nintendo 64 a ser lançado no serviço. Tornou-se disponível na Virtual Console na América do Norte em 31 de março, 2008.

## Jogabilidade
O jogador pode escolher entre quatro veículos para competir em uma variedade de cursos em todo o EUA, baseados em locais reais. Os jogadores assumem o controle do veículo a partir de uma perspectiva de terceira pessoa, e evitando vários perigos ao longo do caminho, deve vencer o relógio, bem como os rivais controlados pela CPU para alcançar o primeiro lugar.